# Bryce
Bryce är ett texturbaserat rendering- och raytraceningsprogram som är idealt för att skapa 3D-landskap, rymdmiljöer, byggnader och andra objekt. Namnet kommer från Bryce Canyon (Bryce Canyon National Park). Programmet släpptes förut av Corel, men sedan 2004 släpps det av DAZ.